# Bordils
Bordils è un comune spagnolo di 1 344 abitanti situato nella comunità autonoma della Catalogna.